# ウィリアム・ラッセル (1639-1683)
ラッセル卿ウィリアム・ラッセル（英: William Russell, Lord Russell, 1639年9月29日 - 1683年7月21日）は、イングランドの政治家。
第5代ベッドフォード伯爵ウィリアム・ラッセルの三男。1660年の王政復古後に庶民院議員となり、ホイッグ党の幹部として政権を批判したが、1683年のライハウス陰謀事件の首謀者として大逆罪で処刑された。
ベッドフォード伯爵の法定推定相続人となった1678年からラッセル卿（Lord Russell）の儀礼称号で称された。

## 生涯
第5代ベッドフォード伯（後に初代ベッドフォード公）ウィリアム・ラッセルとサマセット伯ロバート・カーとフランセス夫妻の娘アンの3男として生まれた。初め兄のフランシスと共に1654年にケンブリッジ大学へ進学。ヨーロッパへのグランドツアーに出かけてフランス・スイス・ドイツを訪問、1659年にパリを訪れた後に帰国、翌1660年の王政復古に伴い同年と翌年に2度タヴィストックから選出され、下院議員として政治活動に入った。
議会活動ではイングランド王チャールズ2世の政策を批判、1672年の国庫支払い停止及び親フランスの姿勢を非難し、チャールズ2世の弟のヨーク公ジェームズがカトリック信者と判明すると反カトリックの立場からジェームズも非難するようになっていった。また、1669年に第4代サウサンプトン伯爵トマス・リズリーの娘レイチェルと結婚、1679年に兄が亡くなったことにより後継者に選ばれ、儀礼称号としてラッセル卿の称号を受け継いでからはシャフツベリ伯アントニー・アシュリー＝クーパーと共にホイッグ党の中心人物として担ぎ出された。
1678年にチャールズ2世の側近のダンビー伯トマス・オズボーンをフランスとの密約に関わっていたことから弾劾、翌1679年にダンビーをロンドン塔へ投獄させた。1680年には王位排除法案を提出してヨーク公の王位継承権排除とチャールズ2世の庶子のモンマス公ジェイムズ・スコットをチャールズ2世の後継者に擁立、翌1681年に王位排除法案が廃案になっても議会に再提出した。こうした行動はチャールズ2世の不興を買った。
1683年6月にチャールズ2世・ヨーク公兄弟の暗殺とモンマスの擁立を図ったライハウス陰謀事件が発覚すると、ホイッグ党にも捜査の手が及び、首謀者の1人として逮捕されロンドン塔へ投獄された。裁判で無実を主張、父と妻、友人達が何度もチャールズ2世に助命嘆願したが、受け入れられず死刑が決まり、7月21日にリンカーンズ・イン・フィールズでジャック・ケッチにより斬首刑で処刑された。遺体はラッセル家に引き取られ埋葬、モンマスも関与の疑いでオランダへ亡命した。
ホイッグ党はライハウス陰謀事件で打撃を受け、父は失意の余り屋敷に籠るようになり、ラッセル家は逼塞を余儀なくされた。1685年にチャールズ2世が死去してヨーク公がイングランド王ジェームズ2世に即位、モンマスは反乱を起こして処刑されたが、従弟で妹マーガレットの夫エドワード・ラッセルを始めとする貴族達の反発を買い1688年の名誉革命で亡命、1689年にウィリアム3世・メアリー2世が即位するとラッセル卿の罪状を取り消す声明が出され名誉が回復された。1694年に父はベッドフォード公に叙せられ、子のライオセスリーは1700年に父が亡くなった後にベッドフォード公を継承、ラッセル家は公爵家として台頭していった。

## 家族
1669年に第4代サウサンプトン伯爵トマス・リズリーの娘レイチェル(1636-1723)と結婚。彼女との間に以下の1男2女を儲けた。
- レイチェル（1674年 - 1725年） - 第2代デヴォンシャー公ウィリアム・キャヴェンディッシュと結婚
- キャサリン（1676年 - 1711年） - 第2代ラトランド公ジョン・マナーズと結婚
- ライオセスリー・ラッセル（1680年 - 1711年） - 第2代ベッドフォード公爵位を継承